# آدم بورغس
آدم بورغس (بالإنجليزية: Adam Burgess)‏ هو راكب الكنو بريطاني، ولد في 17 يوليو 1992 في ستوك أون ترينت في المملكة المتحدة.

## وصلات خارجية
- آدم بورغس على موقع الاتحاد الدولي للكانو (الإنجليزية)
- آدم بورغس على موقع اللجنة الأولمبية الدولية (الإنجليزية)
- آدم بورغس على موقع أوليمبيديا (الإنجليزية)
- آدم بورغس على موقع اللجنة الأولمبية البريطانية (الإنجليزية)